# Шилы (Шимковецкий старостинский округ)
Шилы (укр. Шили) — село в Збаражской городской общине Тернопольского района Тернопольской области Украины.
Код КОАТУУ — 6123884105. Население по переписи 2001 года составляло 350 человек.
До 2020 года входило в Лановецкий район.

## Географическое положение
Село Шилы находится у одного из истоков реки Жирак,
ниже по течению примыкает село Карначевка.
Через село проходит железная дорога, станция Шилы.

## История
- 1989 год — дата основания.

## Объекты социальной сферы
- Школа I—II ст.
- Клуб.
- Фельдшерско-акушерский пункт.